# Wadi Halu
El Wadi Halu (en árabe: وادي حالو‎, romanizado: Wādī Halū), es un valle o río seco, con caudal efímero o intermitente, que fluye casi exclusivamente durante la temporada de lluvias, situado al noreste de los Emiratos Árabes Unidos, en el Emirato de Ras al Jaima.
Pertenece a la cuenca hidrográfica del Wadi Naqab (107 km²), del que es afluente por la derecha, y se extiende a través de una pequeña subcuenca hidrográfica de 16,9 km², que limita al norte y al este con la del Wadi Qada'ah; al sur con la del Wadi Muhayli y barrancos menores afluentes del Wadi Naqab; y al oeste con la del Wadi Al Midhnab y barrancos menores, también afluentes del Wadi Naqab.
La estrechez de esta subcuenca hidrográfica en su mitad meridional, hace que una parte muy importante de su caudal se reciba de las aportaciones de su principal afluente, el Wadi Sal, que junto con sus propios afluentes ocupa casi toda la superficie de la mitad norte de la subcuenca, y recoge las aguas de la vertiente sur del Jabal Sal (778 m).

## Recorrido
El nacimiento del cauce principal del Wadi Halu se sitúa aproximadamente 1,75 km al sur de la cima del Jabal Sal, y al suroeste de la aldea y zona de cultivo de Sal.
Aunque en hidrología, cuando dos ríos se unen se acostumbra a considerar afluente  al de menor importancia, existen numerosos ríos en los que el afluente aporta un mayor caudal, o tiene mayor longitud o superficie de su cuenca de drenaje que el río principal. Por ejemplo, es muy conocido el caso del río Misisipi, cuyo afluente (el río Misuri) es, aguas arriba de la confluencia, 600 km más largo y tiene una cuenca tres veces más extensa.
En una dimensión notoriamente mucho más modesta, es algo parecido a lo que ocurre entre el Wadi Halu y el Wadi Sal.

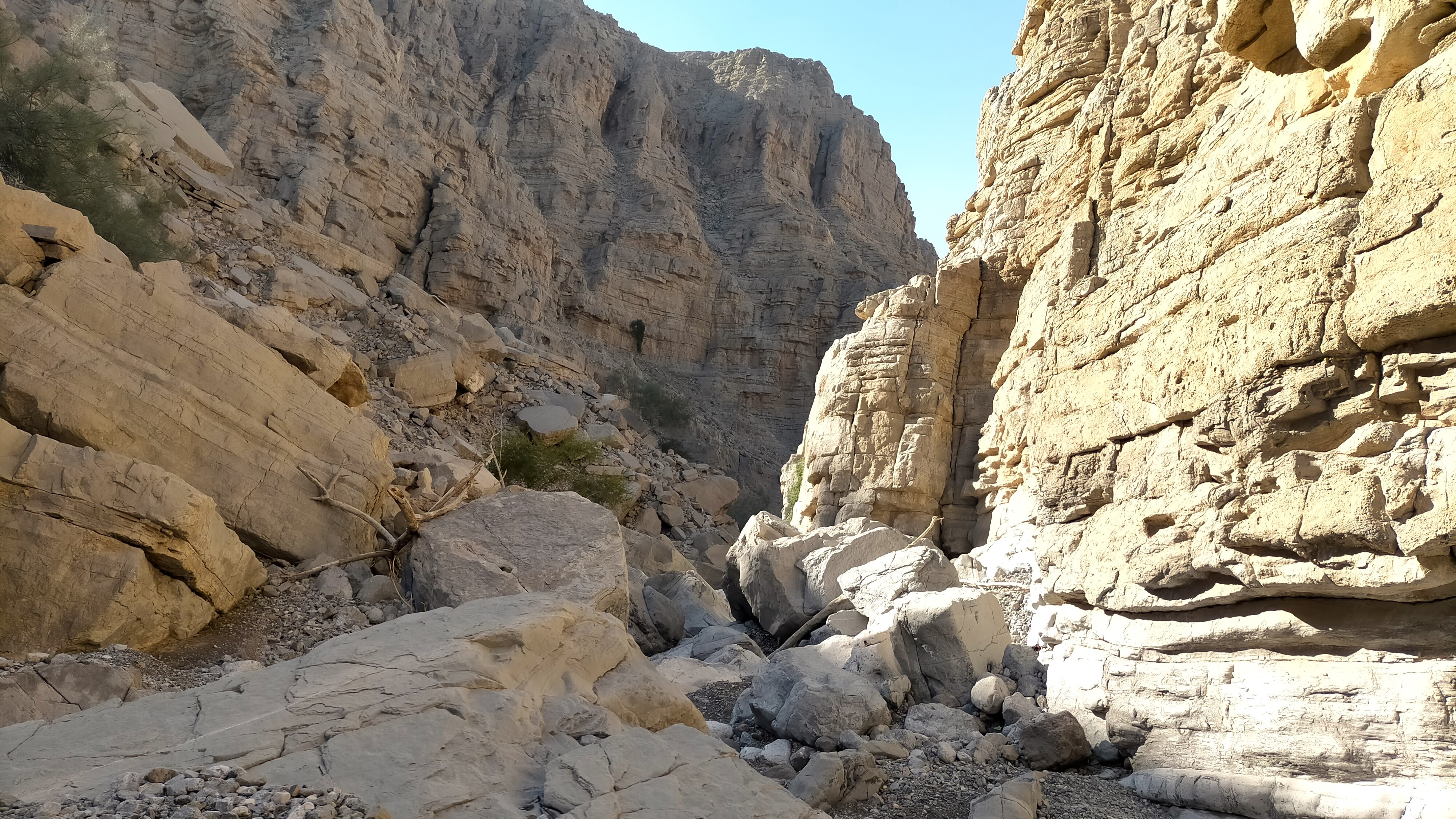
Pequeño cañón del Wadi Halu, afluente del Wadi Naqab

A 1,4 km de su cabecera, el Wadi Halu recibe por la derecha las aguas de su afluente el Wadi Sal, cuyo curso principal describe un arco de 5,8 km de longitud, en sentido de este a oeste, a partir de su nacimiento junto a la aldea de Al Yafnah, pasando también por las aldeas y extensas áreas de cultivo en bancales o terrazas, de Sal, Al Miʻli  y por el sur de Deira Sabah.
A ese curso principal del Wadi Sal van a parar las aguas de múltiples pequeños subafluentes y ramblas o barrancos secundarios que parten de la vertiente sur del Jabal Sal, que en su cima presenta una pequeña meseta, cortada por altos acantilados orientados hacia el norte, y una ligera inclinación hacia el sur, lo que facilita la escorrentía por la red de drenaje, hacia dicha subcuenca. 

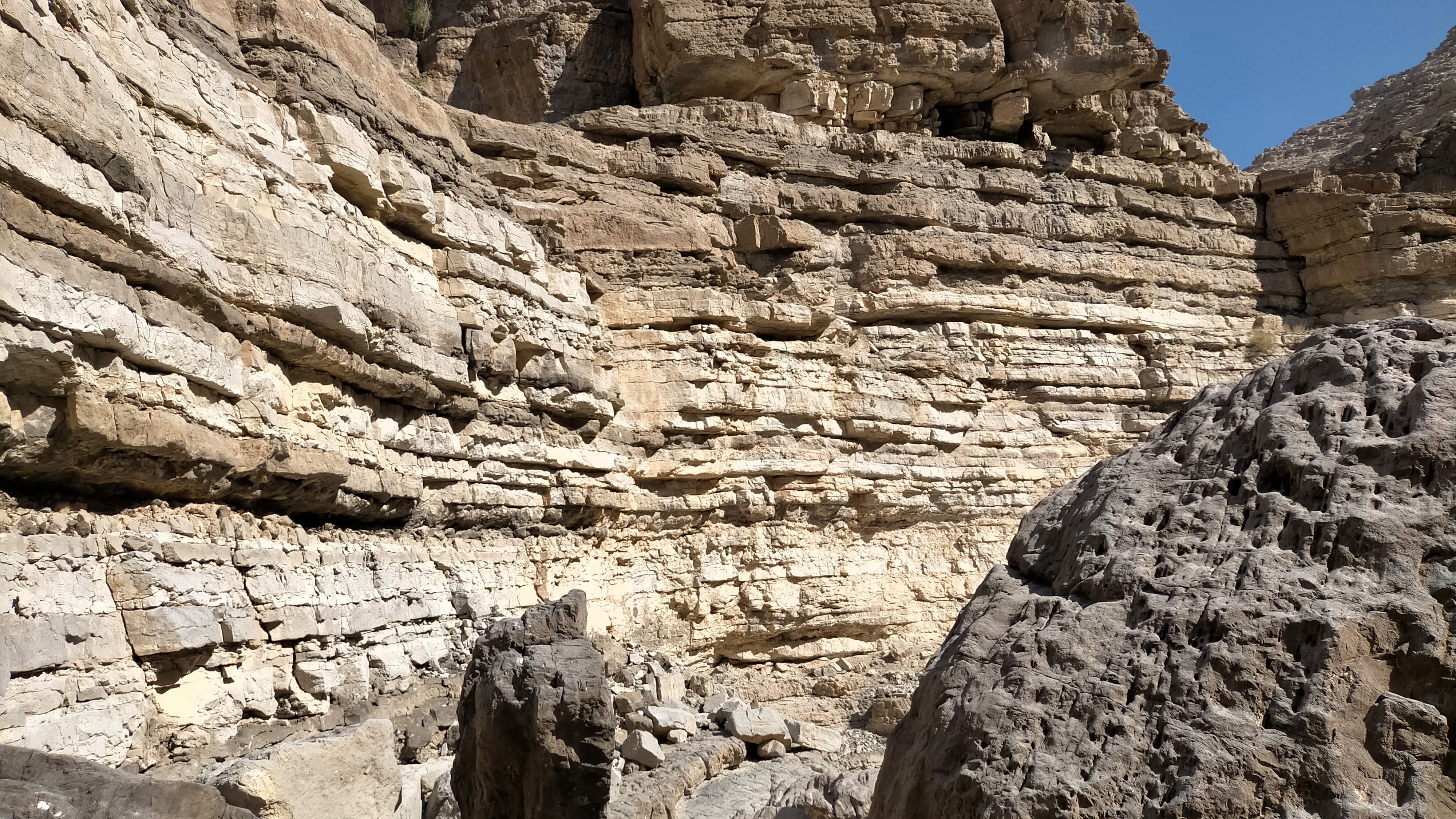
Wadi Halu Dry Falls. Cascada seca del Wadi Halu. Gran pared de unos 70 m., por la que, cuando lleva agua, el wadi fluye formando una cascada

A partir del punto de confluencia del Wadi Sal, el cauce principal del Wadi Halu incrementa su caudal y desciende vigorosamente, generando 900 m. después una gran cascada seca, conocida como Wadi Halu Dry Falls que en algunos puntos alcanza una altura de 70 m., seguida de un pequeño cañón.
Casi al término de su curso medio, el cauce del Wadi Halu está parcialmente obstruido por el desprendimiento de grandes rocas de su costado izquierdo, que formó una presa de deslizamiento o represa de corrimiento, propiciando con ello el depósito de tierra, lodos y otros sedimentos en la zona inmediatamente anterior al tapón, y generando un pequeño espacio llano y fértil, utilizado en el pasado para usos agrícolas. 
El curso inferior del Wadi Halu recibe la aportación de varios pequeños afluentes por la izquierda, y presenta un escasísimo desnivel, con un lecho formado casi exclusivamente por guijarros y otros cantos rodados de pequeño y mediano tamaño. Hay muy pocos árboles, y en general la vegetación es escasa: tan sólo las habituales Samra o Samar Tree (Acacia tortilis) , de ramas muy espinosas, y algunos azufaifos (yuyubas / سدر / árbol Sidr - Ziziphus spina-christi), especie también muy común en las Montañas al Hayar. 
En los últimos kilómetros, antes de su desembocadura en el Wadi Naqab, junto a una zona residencial del poblado de Saih Al Hurf, los costados del wadi están formados principalmente por materiales sedimentarios que se han ido acumulando durante miles de años y han sido erosionados por las esporádicas avenidas, ofreciendo una especie de canal, con paredes que raramente superan los 10 metros de altura, y presentan numerosas cavidades, parecidas a las que se pueden encontrar en otros wadis de similar morfología, utilizadas en el pasado, entre otros usos, como rudimentarias neveras. 
Muchas de estas cavidades conservan todavía una parte de los primitivos muros de piedra seca utilizados para dar privacidad, proteger de la intemperie los habitáculos, y mantener una temperatura fresca para preservar los alimentos.

## Inundaciones
El Wadi Halu está considerado como uno de los afluentes más destacados del Wadi Naqab, y su importante caudal en época de lluvias, unido al del wadi principal, ha originado inundaciones y cuantiosos daños en las cercanas zonas residenciales de Al-Fahlain y  Al-Hail. 
Para hacer frente a este problema, en 2020 se construyó un kilómetro aguas abajo de su desembocadura, un embalse o pozo de almacenamiento de agua de lluvia, con una superficie de 100.000 metros cuadrados y una profundidad de 20 metros, con capacidad de dos millones de metros cúbicos.

## Toponimia

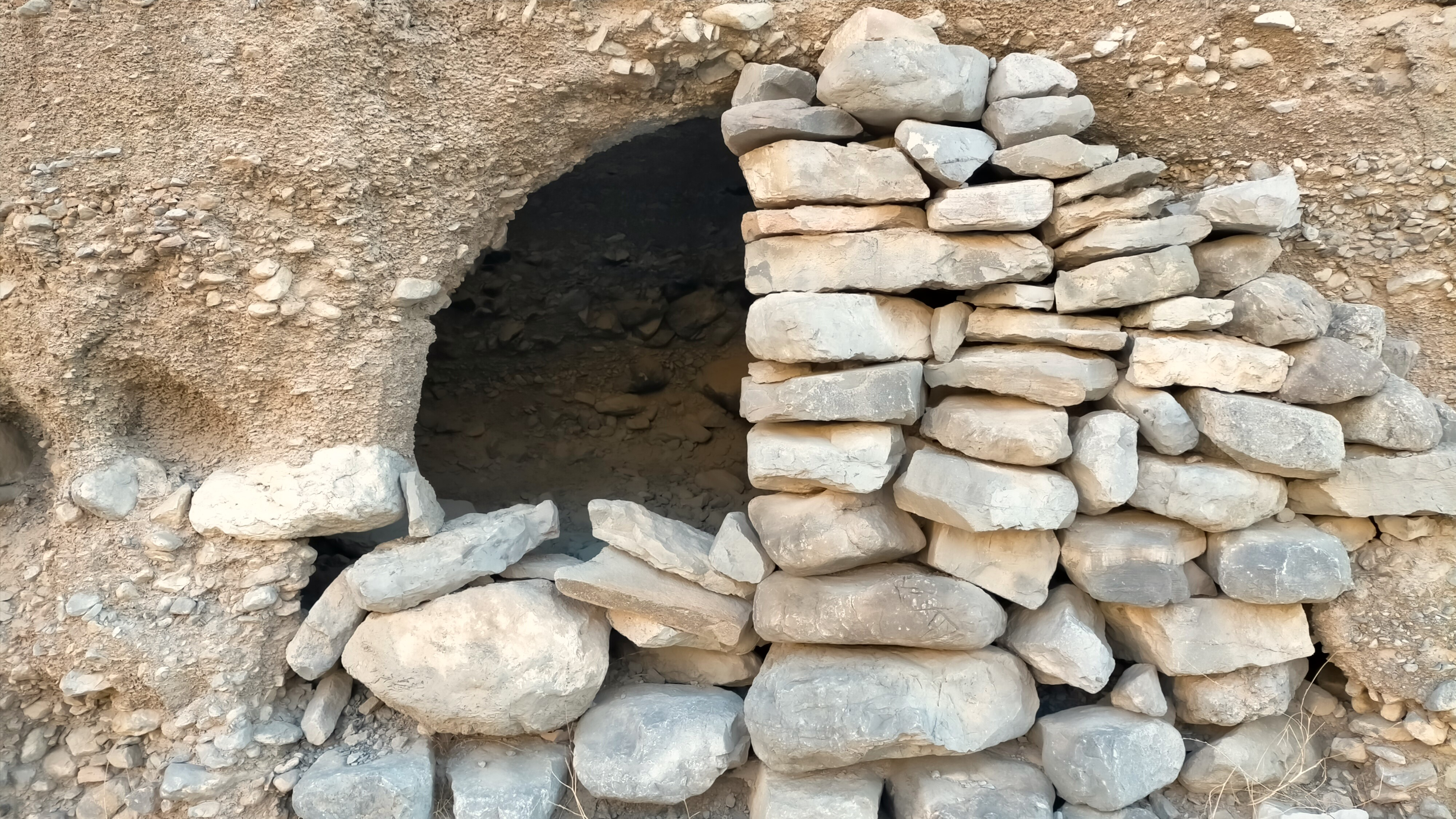
Wadi Halu - Cavidades parcialmente cerradas con piedra seca

Nombres alternativos: 	Wadi Halu, Wādī Halu, Wādī Halū, Wadi Khalu, Wadi Khallu, Wadi Khalo, Wadi Al-Khalo.
Los nombres de este wadi y sus afluentes quedaron registrados en la documentación y mapas elaborados entre 1950 y 1960 por el arabista, cartógrafo, militar y diplomático británico Julian F. Walker, durante los trabajos efectuados para el establecimiento de fronteras entre los entonces denominados Estados de la Tregua, completados posteriormente por el Ministerio de Defensa del Reino Unido, en mapas a escala 1:100.000 publicados en 1971.

## Población
Toda el área próxima al Wadi Halu y sus afluentes y subafluentes, aunque inicialmente estuvo poblada por la tribu Naqbiyin (en árabe: النقبي), también llamados Naqabi o Al-Naqabi (de donde procede el nombre del Wadi Naqab), fue ocupada a partir de 1800, aproximadamente, por la tribu Habus, repartida, entre otros territorios, entre las zonas tribales de Bani Idaid  y Bani Salimi.